# Programmable Sound Generator

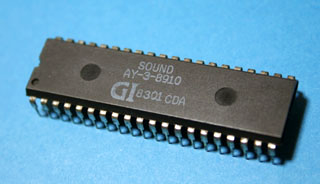
AY-3-8910

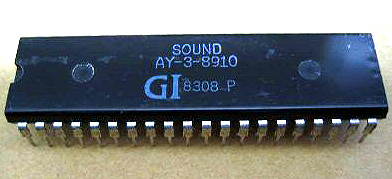
AY-3-8910 chip DIP 40

Programmable Sound Generator（プログラマブル・サウンド・ジェネレーター、PSG）は、音を作り出す電子回路の一種。狭義には、ゼネラル・インスツルメンツ（GI）のAY-3-8910および相当品。広義には、それらと基本原理が同じ回路の総称。単一の音源チップないし、より多機能なチップの機能の一つとして供給される。複数の基本波形（AY-3-8910では矩形波×3+ホワイトノイズ）を合成してさまざまな音色を出し、エンベロープ・ジェネレーターでADSR（立ち上がりや余韻などのパターン）を変化させる。
1980年代のアーケードゲームやパソコン、携帯用ゲーム機において、PSG音源は多用された。
本記事では、広義にPSGとして扱われる音源を取り扱う。

## 概要
本来のPSGは、GI社 およびGIからスピンオフしたマイクロチップ・テクノロジーのAY-3-8910とAY-3-8910A、およびその後継製品のAY-3-8912 / AY-3-8913相当品を指す。
広義では、矩形波の出る安価なチップ音源をまとめて「PSG」と呼ぶことがある。
テキサス・インスツルメンツ（TI）のSN76489も同様に扱われることが多い。しかし仕様は全く異なっており、本来は区別される。

## AY-3-8910 (PSG)

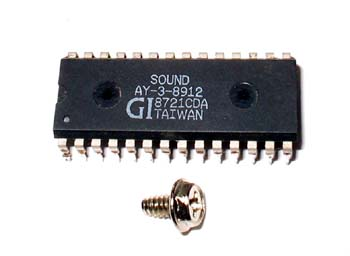
AY-3-8912 chip, 28-pin DIP package

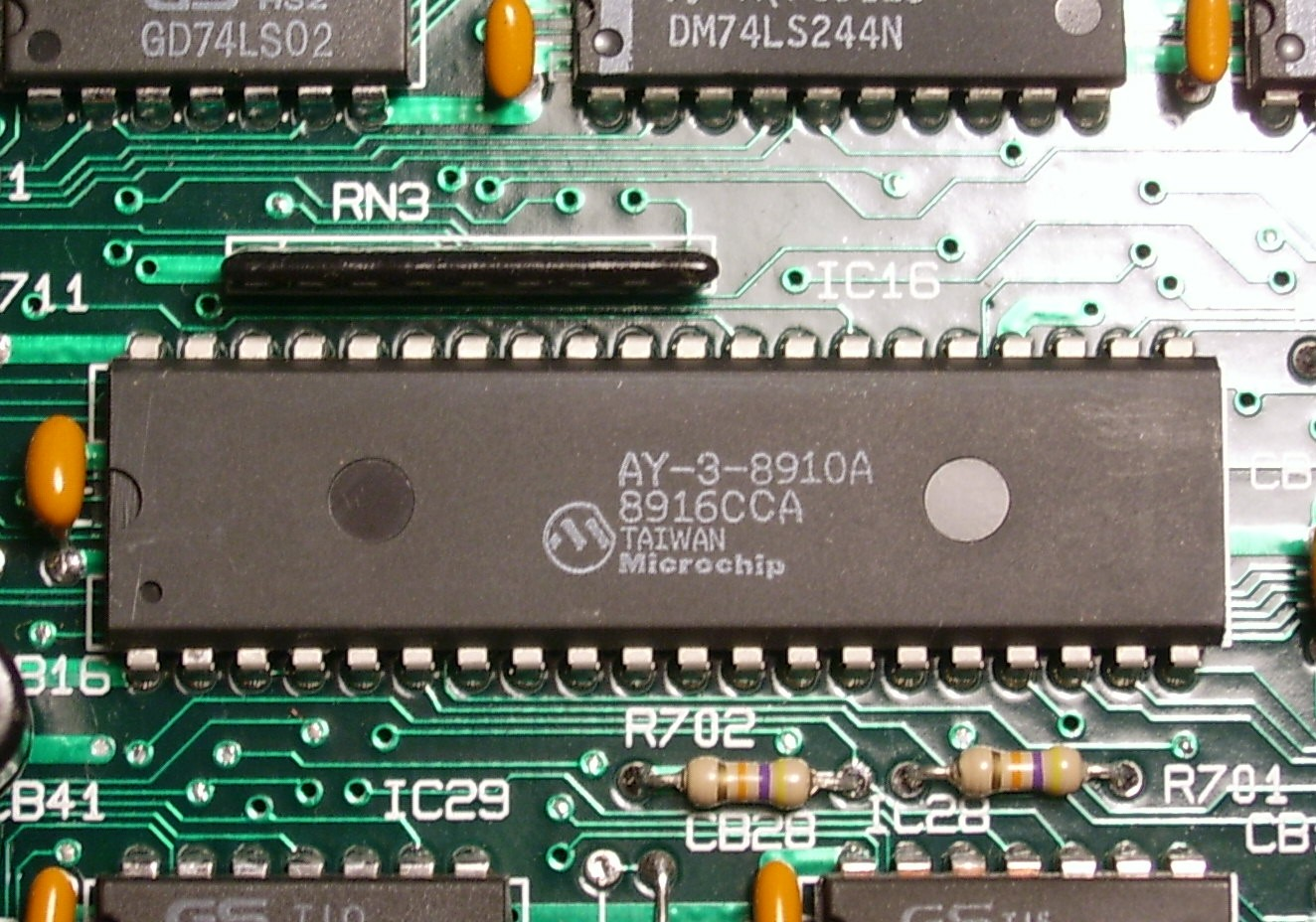
Microchip製AY-3-8910A

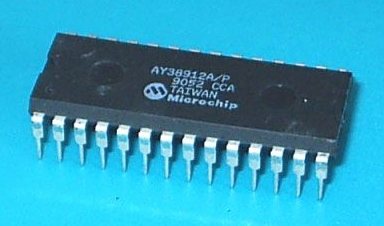
Microchip製AY-3-8912A

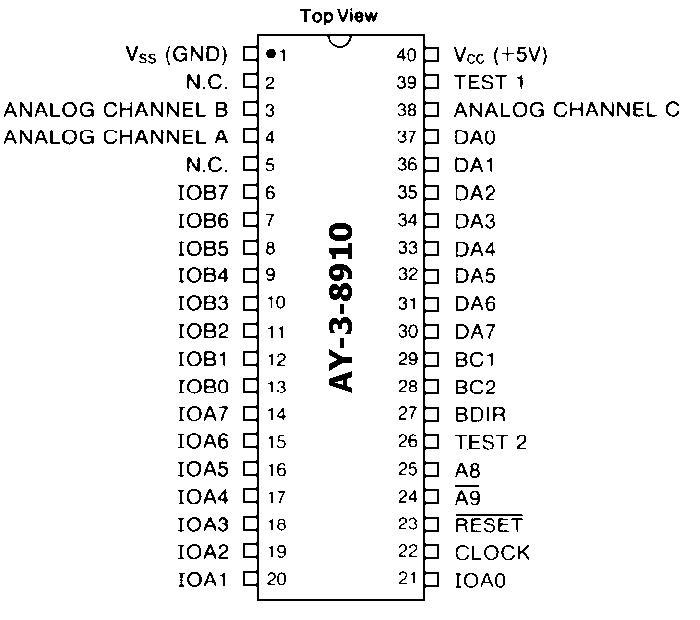
AY-3-8910ピンアサイン

AY-3-8910は3つのパッケージで販売されていた。
代表的なPSGチップであるAY-3-8910は次のような仕様である。
- 矩形波発生装置 3系統（音量16段階、周波数4095段階8オクターブ、デューティ比1:1固定）
- ノイズ発生装置 1系統（擬似乱数雑音 = ホワイトノイズ、乱数発生周期31段階）
- エンベロープ発生装置 1系統（パターン8種類、周波数65535段階）
- ミキサー
- 8bit汎用入出力ポート×2（ジョイスティック、タッチパネルなど）
  - ATARI仕様の台形9ピン(D-Sub)インターフェース実装に用いられることが多かった。
  - AY-3-8913では、この入出力ポートが省略されている。
- 備考
  - チャンネルごとに、出力のモードを「ミュート」「矩形波を出力」「ノイズを出力」「矩形波とノイズをmix出力」から選べる。
    - 出力系統は3系統しかないため、mix出力モードでは矩形波とノイズの音量は独立制御することはできず、同じ値がセットされる。
    - また、MIXモードは合成されて出力されているわけではなく、内部的には高速にトーンとノイズが切り替わっているため、双方の出力音は濁ってしまう。
    - 多くの実装では全チャンネルをミキシングして使われることが多かったものの、チップからの出力はチャンネルごとに独立しており、定位する位置を変えることでステレオ出力としている実装[注 2]もある。

### AY-3-8910相当品を搭載した主なコンピューター
- PC-6001・PC-6001mkII
- PC-6601
- X1シリーズ（X1F以降のモデルからYM2149）
- FM-7（一部ロットはAY-3-8913（8bit汎用入出力ポートなし））
- FM-77（FM-77L2にはFM音源：YM2203（OPN）も搭載）
- MSX
- MZ-5500
- 1980年代前半～中盤のアーケードゲーム

### YM2149 (SSG)

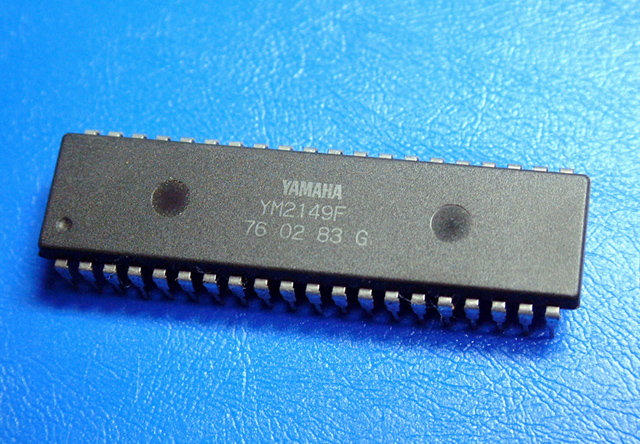
YM2149F（SSG）

ヤマハは、同社のMSXマシンに使用する目的でAY-3-8910の互換チップとしてYM2149 (SSG:  Software-Controlled Sound Generator) を開発し、後に他社にも販売している。
YM2149では、AY-3-8910におけるTEST2端子（26番ピン）をSEL#（#はローアクティブを示す）に変更しており、この端子をLowレベルにすることによって、発音基準周波数を外部入力周波数の2分周に設定することが可能となっている。さらに、AY-3-8910では16段階だった内部的な音量が32段階になっており、ハードウェアエンベロープが滑らかになっている。
なお、同社の一部のFM音源チップ（YM2203/YM2608など）や、MSXシステムチップセット（MSX-SYSTEM/MSX-SYSTEMIIなど）にも同等の機能が内蔵されている。

#### YM2149相当の機能を持つチップを搭載した主なコンピューター

##### FM音源:YM2203（OPN）/YM2608（OPNA）を搭載
- PC-6001mkIISR
- PC-6601SR
- PC-8001mkIISR
- PC-8801mkIISR以降のPC-8800シリーズ
- PC-9800シリーズ の拡張ボード
  - PC-9801-26K（OPNを搭載）
  - PC-9801-73、PC-9801-86（OPNAを搭載）
  - PC-9801-14に搭載のTMS3631は4オクターブ8重和音で、YM2149相当ではない
- MZ-2500
- MZ-2861
- FM-77L2
- FM77AVシリーズ
- MSX

#### YM2149の主な後継・派生製品
- YM3439：CMOS版
  - Atari Falcon に搭載
- YMZ284：小パッケージ版
- YMZ294：小パッケージ/クロック分周比可変

### その他のAY-3-8910の互換チップ
- KC89C72 台湾FILE社製で、中東向けMSX等に使用例が見られる。
- AY8930(APSG) AY-3-8910のセカンドソースを製造していたマイクロチップ社が独自に機能を拡張した上位互換チップ。ハードウェアエンベロープが各チャンネルごとに設定できる、出力波形のデューティ比を選択できるなどの機能拡張がされている。
- YMZ705(SSGS) SSGを2つとADPCMを集積したヤマハ製上位互換チップ。各チャンネルに対し16段階のパンポットを設定できる。
- 東芝はSSG互換品をPSC（Programmable Sound Controller）という名称で設計し、ゲートアレイなどの特定用途向けLSIに使用した。MSX-ENGINE、MSX-ENGINE2などがこれにあたり、ハードマクロセル名はSM7766A[1]である。ハードウェアエンベロープの周期などがAY-3-8910とは異なる。

## SN76489 (SGC)

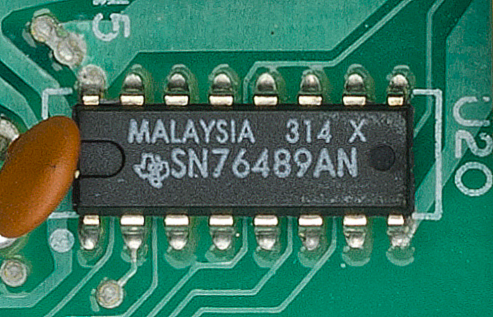
SN76489AN

SN76489は、テキサス・インスツルメンツ（以下、TI）が開発した音源LSIである。TIは Sound Generation Controller と称しており、SGCの略称も併せて用いられている。
元となったのは、TIが自社製ホームコンピュータTI-99/4（1981年1月発売）に搭載するため設計したTMS9919（後にSN94624となる）で、この仕様の一部を変更し、社外向けに販売したものがSN76489である。
また、SN76489で反転していた出力を本来的にするなどの変更を施したSN76489Aがあり、これが最も多く採用されたほか、その相当品としてSN76496などがある。
なおLSI表面上の記載は、Narrow-DIPを示すNが末尾に付くため、それぞれSN76489N、SN76489AN、SN76496Nなどとなる。
3つの矩形波発振器と1つのノイズ発振器の4系統の発振器からなり、それぞれを独立して制御可能である。
矩形波、ノイズともに2dB単位で0dBから-28dBの範囲で音量を設定することができ、また、発振器を消音することもできる。
矩形波発振器は10bit（1024段階）のデータをクロック周波数の分周比として扱う。クロック周波数を32で割り、更に分周比データで割った値が発振周波数となる。
ノイズの発振周波数はクロック周波数の512分の1、1024分の1、2048分の1の3種類から選択でき、および3番目の矩形波発振器と同期させることも可能である。また、ノイズは周期ノイズとホワイトノイズの2種類から選択可能となっている。

### SN76489およびその相当品を搭載した主なコンピューター
- コレコビジョン：SN76489AN
- ぴゅう太：SN76489AN
- M5：SN76489AN
- セガ
  - SC-3000, SG-1000：SN76489AN
  - SG-1000II：カスタムチップの315-5066（YM2217, VDP）に相当回路を内蔵
  - セガ・マークIII、マスターシステム：カスタムチップの315-5124（YM2602, VDP）に相当回路を内蔵 [注 4]
  - メガドライブ：カスタムチップの315-5313（YM7101, VDP）に相当回路を内蔵
  - ゲームギア
    - 初期モデルでは315-5377（VDP）＋315-5378A（SCA）に、後期モデルでは315-5535（ASIC）に相当回路を内蔵
    - ステレオ再生が可能
- RX-78 GUNDAM
- PV-2000：SN76489AN
- SMC-777：SN76489AN
- パソピア7：SN76489AN×2
- MZ-1500：SN76489AN×2
  - SN76489ANごとに対応した出力端子（2系統）あり
  - モノラルの内蔵スピーカでは、ミックスして出力
- MZ-800：SN76489AN

### SN76489およびその相当品を搭載した主なアーケードゲーム
- ユニバーサル
  - Mr. Do!：SN76489N（回路図より。LSI上の表記はU8106）
- セガ
  - スーパーロコモーティブ、セガ・システム1：SN76489AN×2
  - セガ・システムE：相当回路を内蔵したカスタムチップの315-5124（YM2602, VDP）×2
  - Cボード、C2ボード：相当回路を内蔵したカスタムチップの315-5313（YM7101, VDP）
- コナミ
  - ハイパーオリンピック、サーカスチャーリー：SN76489AN×2（回路図より。LSIの表面は削られている）
  - イー・アル・カンフー、ファイナライザー：SN76489AN×2
- テーカン
  - SENJYO、スターフォース：SN76489AN×3
- カプコン
  - エグゼドエグゼス：SN76489AN×2
- タイトー
  - リターン・オブ・ザ・インベーダー：SN76489AN×2

## SAA1099
6チャンネルステレオ出力を持ち、エンベロープジェネレーターとノイズジェネレーターを2セット内蔵するなど、ほぼPSGの2倍のキャパシティを持つ。
ハードウェアエンベロープの出力波形を楽音波形とすることで矩形波以外に三角波・鋸歯状波での出力が可能。後述のようにAYでも可能であるが、ハードウェアエンベロープの周波数精度が低いため、メロディを演奏するにはかなり音域に制限が生じた。SAAでは楽音周波数と同じ精度であるので、通常の演奏と同等となる。

### SAA1099を搭載した主なコンピューター
- SAM Coupé - ZX Spectrumのクローン。本家ZX Spectrumにも同等の機能を追加するオプションハードウェアが作られた。
- Game Blaster - Sound Blasterの前にクリエイティブ社が発売したIBM PC/XT用サウンドカード。SAA1099を2つ搭載していた。

## RP2A03 (pAPU)

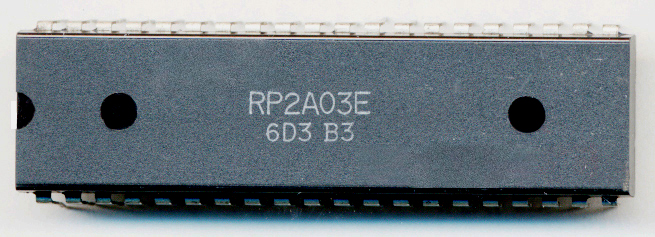
RP2A03

ファミリーコンピュータに搭載されている音源は次のような仕様である。
- パルス波（矩形波）発生装置 2系統（デューティ比3:1、1:1、1:3、1:7切り替え）
- 三角波発生装置 1系統（4bit波形、音量は仕様上固定だが、DPCMと絡んだバグに近い挙動が存在し、これを利用するといじることが出来る）
- ノイズ発生装置 1系統（擬似乱数雑音・短周期ノイズ切り替え、周波数変更が可能。ただし、最初期型（コントローラのボタンが四角いゴム）のファミコンでは短周期ノイズは出せない）
- DPCM 1系統
- ミキサー

この音源はファミコンのCPU RP2A03（6502カスタム）に組み込まれた機能の一つであり、pAPU（pseudo Audio Processing Unit）と呼ばれている。
pAPUのパルス波発生装置はゲームボーイ、ゲームボーイアドバンスにも搭載され、矩形波だけでなくデューティ比1:7パルス波などの独特な音色も出せる表情の豊かさがPSGの矩形波との大きな違いである。

## PSGと誤解されやすいその他の音源
日本電気ホームエレクトロニクスから発売された家庭用ゲーム機PCエンジンではスペック表にPSGとの記載されることがあるが、実際に使われているのは波形メモリ音源（変調機能つき）であり、一般的に言われる本項で説明のPSGとは異なるものである。また、1980年代のナムコの多くのアーケードタイトルで使われていた音源も波形メモリ音源である。
ただ、当時のマニア間では「ナムコPSG」という俗称が広まっていたり、メーカーの開発側でも他の音源と分類する際に、便宜上PSGと区分していた場合もあった。ナムコのアーケード基板『SYSTEM I』のサウンドテストモードでは、波形メモリ音源のパートはPSGと表記されている。

## PSGによるPCM再生
PSGによってPCMを再生する技法が存在し、PSGPCMやSSGPCM等と呼ぶ。DACを持たないパソコン向けのソフトウェアで使われることがあった。
ただし、ボリューム調節機能を使っているため、DACとしては指数関数的な非線形量子化となることから、再生音声の品質は悪く、「無線による交信を演出する」といった演出など、用途は限定されていた。
1Chのみを用いた出力は解像度の低いものであったが、実際の出力を計測し、そのテーブルとPSG 3Ch各々のアッテネータを組み合わせて利用することで、音質の改善を試みる手法が生み出された。ソフトウェアメーカーによる実装もいくつか見られたが、個人が作成した同様のプログラムでは、Oh!FM 1990年4月号に掲載された戸田浩による「しゃべるんどすえ」のドキュメントと音量テーブルは、その後、同様のプログラムの作成の参考にされた。
現在では、上記の方法に加え、出力特性に合わせて再生するデータを変換することで、よりよい出力にする技法も開発され、S/N比が比較的高い再生を可能にしているソフトウェアも存在している。指数性のために音量域によって解像度にばらつきが出るが、平均すると、9bit程度の解像度を持つ出力を行うことが可能である。

### PSGPCMの原理
PSGで発声されるのは矩形波である。これはロー（=0）とハイ（=1）の2値しかとらない。これに音量レジスタ（4bit）の値を掛けたものが1チャンネル分の出力である。
AY-3-8910相当品では、あるチャンネルの発声を停止すると矩形波出力はハイ（=1）で固定される。従って、そのチャンネルの出力は、音量レジスタそのものとなる（1×音量レジスタ=音量レジスタ）。
この仕様を利用し、発声を停止した状態でそのチャンネルの音量を操作することで、PSGをDACとして利用するというのが大まかな原理である。

## ハードウェアエンベロープ
一般的なPSGチップではエンベロープ機能により、時間的な音量変化をハードウェアレベルで自動的に行える。エンベロープパターンには一般的な減衰波や、周期的な鋸波、三角波など、8種類が用意されており、周期も自由に設定できる。しかし、エンベロープジェネレータは1系統しか用意されていないため、3チャンネルで楽曲を演奏しようものなら、エンベロープが同期してしまい、まったく聞くに堪えない物になってしまう上、音量の調節も不可能である。そのため、ソフトウェアの側でこまめにPSGの各チャンネルの音量レジスタを変更して、ソフトウェアレベルでエンベロープを再現する技術があった。この手法は「ソフトウェアエンベロープ」と呼ばれることがある。
ハードウェアエンベロープ機能の応用として、周期的なタイプのエンベロープパターンを「音量変化としてではなく楽音の波形として」選択し、エンベロープ速度（周期）をその楽音の音程とみなして設定することで、PSGの通常の発音方法では出せない鋸波や三角波を出すことができる。ただしエンベロープ周期を設定するレジスタ幅は狭く、楽音の音程を表現するには精度が低いため「音痴」になりやすい。また原理上、こうして発音した音の音量制御はできない。この手法はYM2203やYM2608のSSG音源部でも使用が可能である。